# Sabujo-montanhês-montenegrino
Sabujo-montanhês-montenegrino[Nota] (em sérvio: crnogorski planinski gonic) é uma raça cuja origem é a mesma dos demais sabujos da região dos Bálcãs. O primeiro exemplar visto data de 1924, ao que passou a ser chamado de sabujo-negro. Fisicamente, é um cão ágil de porte médio, detentor de uma estrutura sólida. Seu temperamento é classificado como equilibrado, apegado ao dono, dócil e fiel.